# Calle del Doctor Cortezo
La calle del Doctor Cortezo es una calle del Madrid de los Austrias, dentro del Barrio de las Letras, situada entre la plaza de plaza de Jacinto Benavente y la plaza de Tirso de Molina. Está dedicada al médico y político Carlos Cortezo desde 1925.

## Historia
La calle, que en principio llevó el nombre de calle Nueva de la Trinidad, se trazó a finales del siglo xix, cuando en 1897 se derriba el convento de la Trinidad de la calle de Atocha. En el espacio dejado por la extensa finca eclesiástica se levantó en 1917 el Teatro Odeón que luego se conocería como Teatro Calderón, haciendo esquina al tramo de Atocha que recorre el lado sur de la plaza.
El 11 de noviembre de 1931, fue inaugurado en el número 5, el Teatro Fígaro, por la compañía de Eugenia Zuffoli. El edificio, conservado a comienzos del siglo xxi fue diseñado por el arquitecto Felipe López Delgado y promovido por el pelotari y empresario Ildefonso Anabitarte.

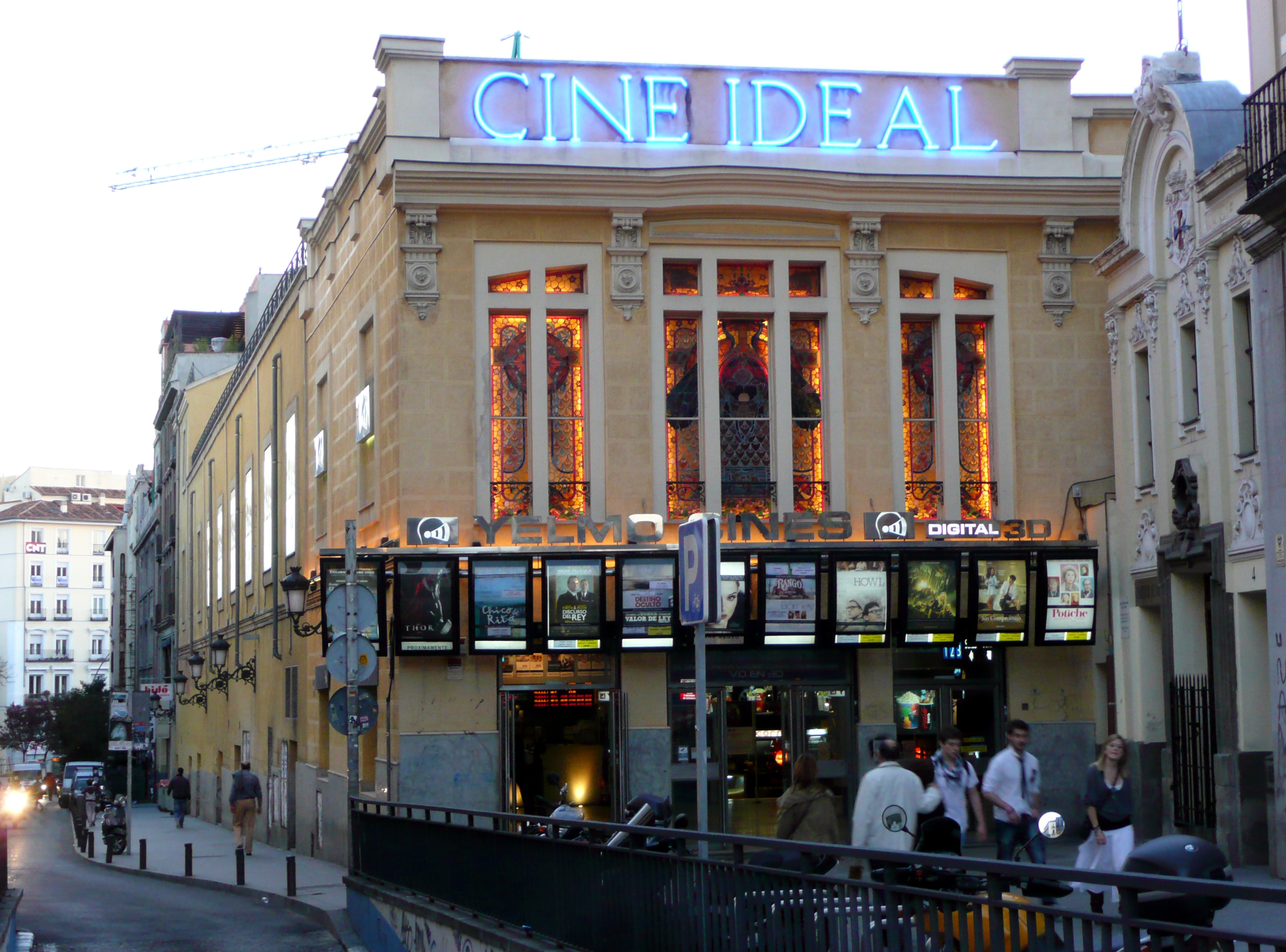
El inicio de la calle y el edificio del antiguo cine Ideal. A su derecha, el comedor y capilla del Ave María.

Desde el 10 de mayo de 1916, existe en el inicio de la calle otro local de espectáculos, el edificio del antiguo cine Ideal que también fue teatro, y desde 1990 multicine de la cadena Yelmo. Contigua al cine, en el número 4 se conserva, aunque con modificaciones importantes, la Capilla del Ave María, único vestigio conservado del conjunto recoleto del convento de la Trinidad y Bien de Interés Cultural incoado. Fue construida en 1725 y reformada interiormente y en su alzado por Mariano Belmás Estrada en 1909, y más tarde en todo su conjunto, incluida la fachada, de la que solo se conserva la «vieja portada en piedra adintelada y con decoración de “orejeras” con el óculo en el centro». En su interior una escalera lleva hasta la capilla, con paneles de antigua azulejería y algunas obras de arte sacro, incluida una copia de Bartolomé Esteban Murillo.

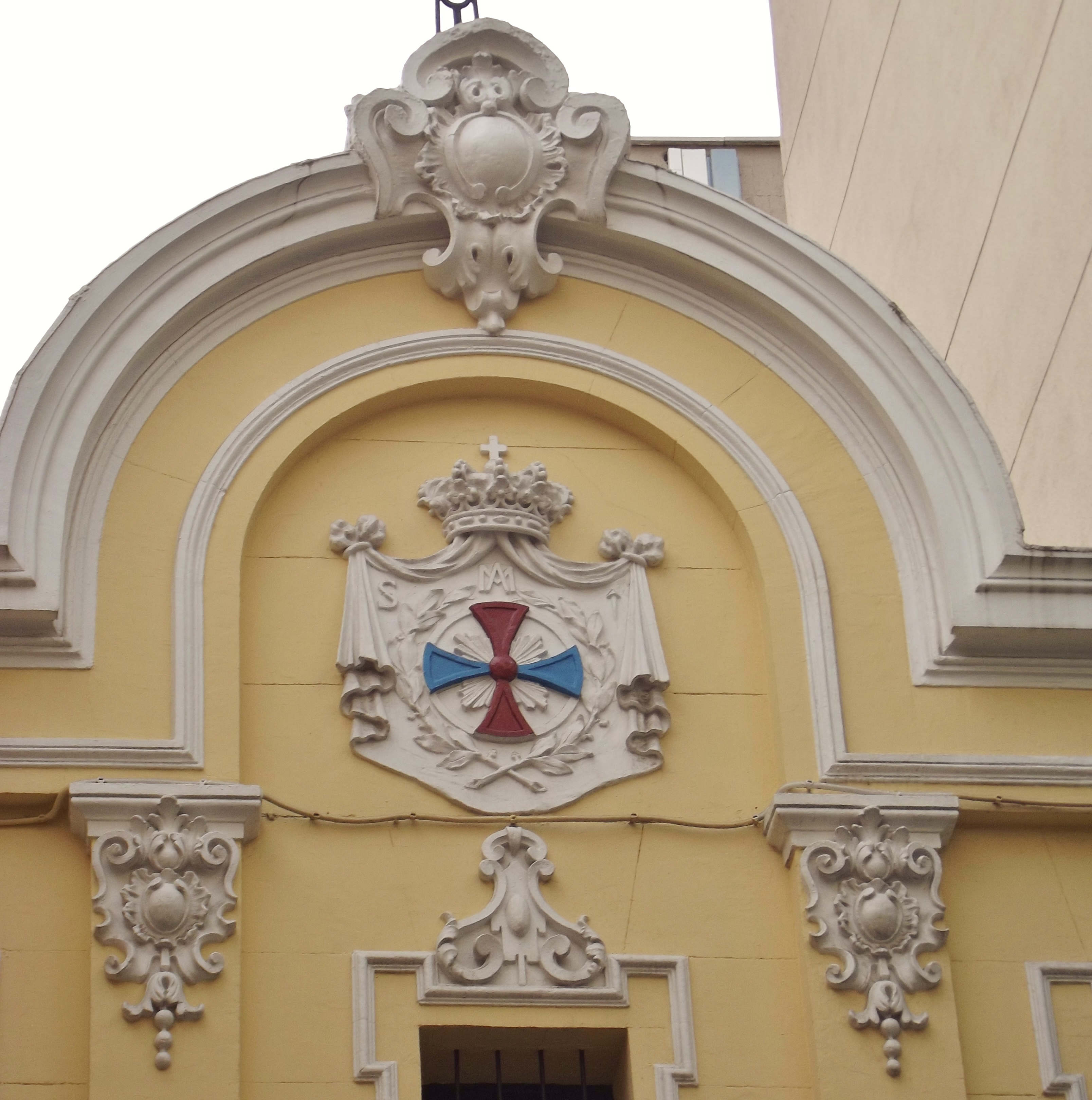
Detalle de la fachada de la capilla del Ave María, con una cruz trinitaria.

Remodelado como hotel en la primera década del siglo xxi, también tuvo fachada en esta calle el antiguo Frontón Madrid, inaugurado el miércoles 5 de junio de 1929 y con un aforo para 1500 espectadores. 

### Ilustres vecinos
Una placa del ayuntamiento anuncia que en el número 13 vivió el popular cinéfilo Alfonso Sánchez Martínez, con esta leyenda: "Desde esta casa durante más de 50 años Alfonso Sánchez hizo crítica de cine y periodismo innovador (1911-1981)".